# Ercole II d'Este
Ercole II d'Este (Ferrara, 4 aprile 1508 – Ferrara, 3 ottobre 1559) è stato il quarto duca di Ferrara, Modena e Reggio.
Salì al potere nel 1534 e rimase fino alla sua morte, avvenuta nel 1559. La consorte fu Renata di Francia, figlia del re di Francia Luigi XII e della duchessa Anna di Bretagna. Rese Ferrara un centro culturale importante e questo anche per la diffusione della riforma protestante in Italia, creando per questo attriti con la Chiesa. Con il papa e la Francia nel 1556 combatté la Spagna, ottenendo una pace separata nel 1558. Suo fratello, il cardinale Ippolito II d'Este, fece costruire la celebre Villa d'Este a Tivoli.

## Biografia

### Infanzia
Ercole nacque il 4 aprile 1508, figlio di Alfonso I e di Lucrezia Borgia. Quando nacque il padre si trovava a Venezia.
Secondo un cronista dell'epoca, Filippo Conti, durante i festeggiamenti per la sua nascita in città avvennero vari incendi e danneggiamenti.

### Legami di famiglia
Per parte materna il nonno di Ercole fu papa Alessandro VI e o lo zio fu Cesare Borgia, quindi fu cugino di Francesco Borgia. Per via paterna fu nipote di Isabella d'Este e del cardinale Ippolito d'Este. Suoi fratelli furono Ippolito II, arcivescovo di Milano e poi cardinale, suor Leonora, e Francesco, marchese di Massalombarda. Ebbe anche fratellastri, tra i quali Rodrigo d'Aragona e, forse, Giovanni Borgia, l'infans Romanus.

### Matrimonio
Per obblighi politici, nel mese di aprile del 1528 sposò Renata di Francia, seconda figlia del re di Francia Luigi XII e di Anna di Bretagna. Le nozze vennero celebrate a Parigi, nella Sainte-Chapelle, e Renata ricevette da Francesco I di Francia una notevole dote e numerose rendite. Ercole divenne duca di Chartres, conte di Gisors e signore di Montargis. Alla prima figlia Anna, nata nel 1531 e che sposò Francesco, duca di Guisa, seguirono Alfonso nel 1533, Lucrezia nel 1535 (che sposò il duca di Urbino Francesco Maria II della Rovere), Eleonora e Luigi.

### Duca di Ferrara, Modena e Reggio

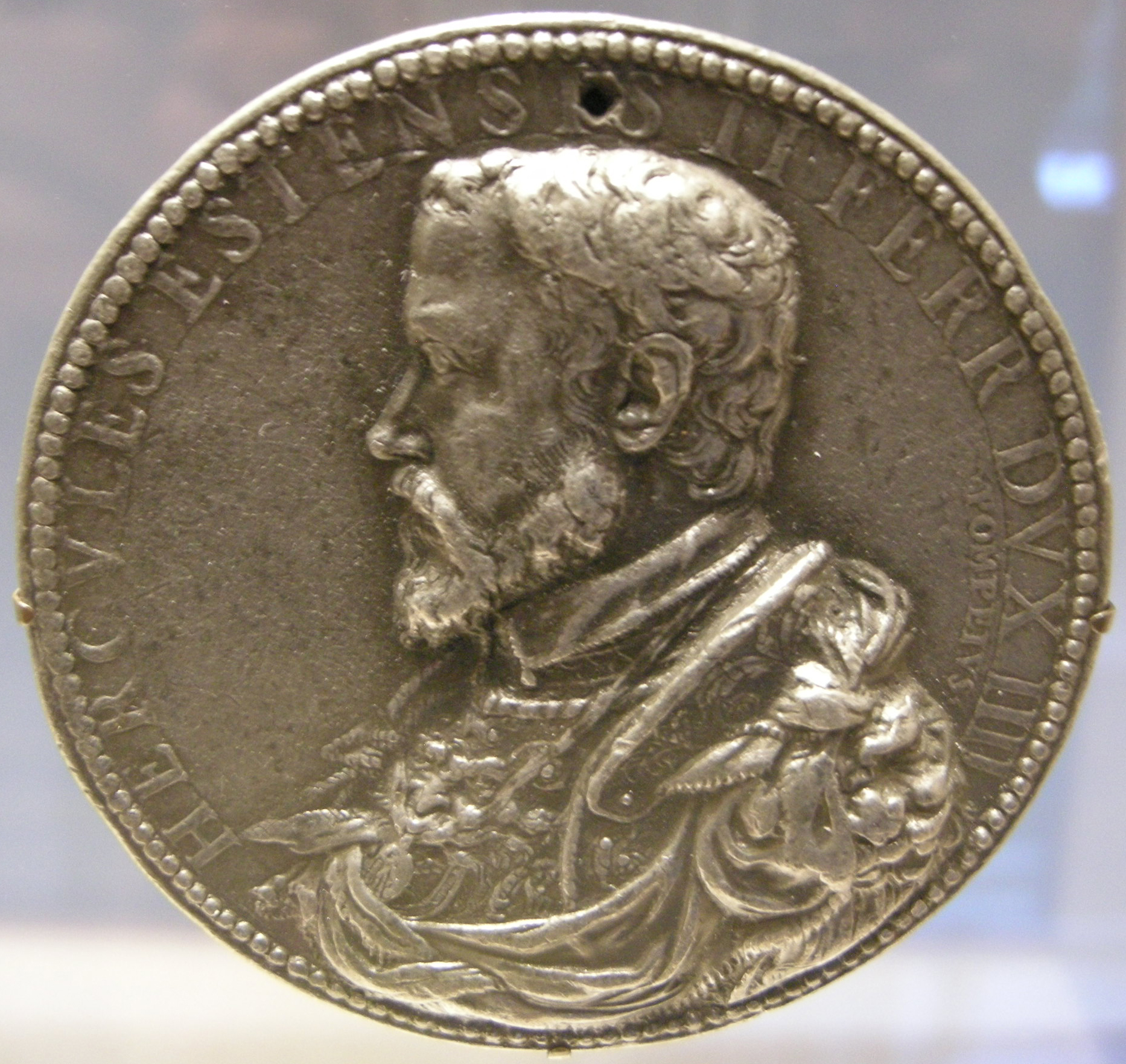
Pompeo Leoni, Medaglia di Ercole II d'Este, 1554.

Nel 1534 succedette al padre divenendo duca di Ferrara nel mese di ottobre. Durante i primi anni seppe mantenere un equilibrio politico tra le diverse esigenze della casata e dei potenti vicini. Seppe controllare le pressioni spagnole e francesi e approfittò in particolare della relativa quiete dovuta al predominio spagnolo di quel periodo anche se molti suoi rapporti personali, specialmente di matrimonio, lo legassero maggiormente alla corte francese. Si trovò anche a dover contenere le continue richieste della Santa Sede che richiedeva l'allontanamento dalla sua corte di quanti risultavano in sospetto di eresia. Lo stesso Giovanni Calvino era stato a Ferrara nel 1536 e la consorte, Renata, dopo alcune sue corrispondenze con protestanti, fu accusata di essersi convertita al protestantesimo, nonostante la presenza di un tribunale speciale dell'Inquisizione a Ferrara.
Ercole presentò le accuse di eresia contro la moglie al re Enrico II di Francia e all'inquisitore Oriz nel 1554. Successivamente lei ammise il fatto ma non subì conseguenze dirette.
Proseguì nella politica di tolleranza nei confronti degli ebrei sefarditi che fuggivano dalla Spagna e anche grazie a loro aprì la città a nuovi commerci.
In precedenza Ercole era riuscito a risolvere anche un altro dissidio con il papato, derivante dalla sua riluttanza a concedere le riscossioni dei tributi per le lotte contro i turchi. Paolo III fu per questo quasi intenzionato a scomunicarlo: non si arrivò a tanto solo grazie all'accordo stipulato nel 1539 da Francesco, fratello di Ercole, che comportò il versamento di 180.000 ducati d'oro alla curia.
Nel 1556, Ercole si schierò con il papa Paolo IV e con la Francia contro la Spagna, ponendosi al comando della lega in funzione antimperiale. Ma dopo che si manifestò l'interesse dei francesi verso Napoli, Ercole dismise l'accordo perché desiderava che Enrico II di Francia si occupasse di Milano. Tramite una mediazione di Cosimo de' Medici, stipulò un accordo con gli spagnoli il 18 maggio 1558 che gli permise di mantenere integri i suoi domini.
La corte di Ferrara sotto Ercole II rimase un centro culturale importante, non solo per la diffusione della Riforma in Italia, tramite l'appoggio della moglie Renata, ma anche per il mecenatismo.
Con lui non mutò la politica ducale nei confronti degli ebrei sefarditi che erano stati espulsi da Spagna e Portogallo e che avevano trovato rifugio nella città di Ferrara già dai tempi di Ercole I d'Este. In concordanza con il pensiero di Giovanni Pico della Mirandola, Ercole II credeva in un fecondo dialogo tra la dottrina ebraica e quella cristiana.

### Ultimi tempi e morte

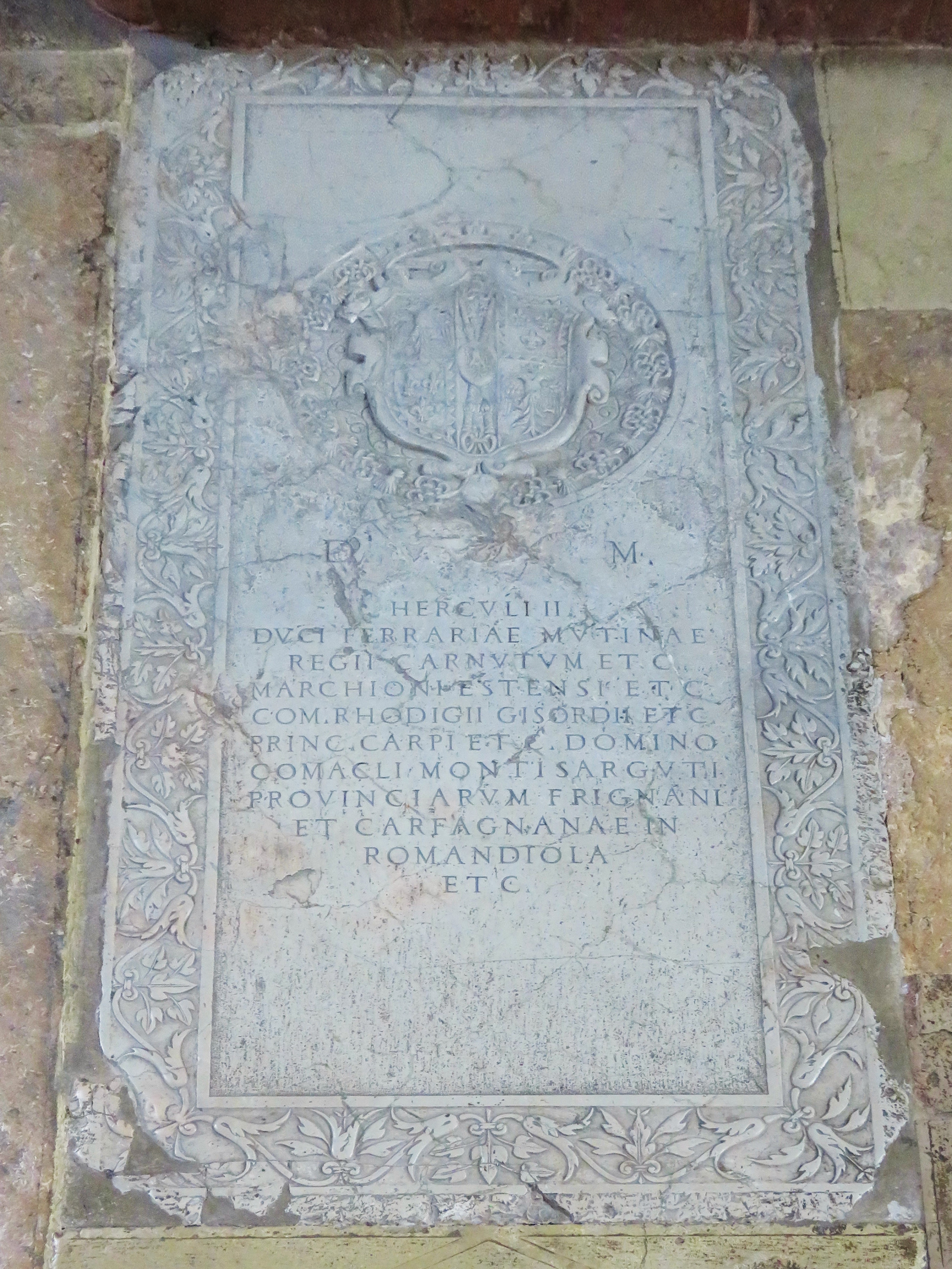
Monastero del Corpus Domini, a Ferrara, sala del coro. Lastra tombale di Ercole II d'Este

I rapporti con la Santa Sede furono al centro della sua politica, sempre attenta mantenere il ducato in equilibrio e in buone relazioni con le principali potenze in campo in Italia e in Europa. Due aspetti però, malgrado altri sforzi, segnarono negativamente tali rapporti: la consorte Renata di Francia, troppo vicina alle tesi calviniste e l'accoglienza agli ebrei. Il successore Alfonso II, su precise richieste da Roma, allontanò la madre Renata da Ferrara, quindi questo potenziale problema venne superato, ma non avvenne lo stesso con la politica degli Este nei confronti degli ebrei. Alla morte di Alfonso II quindi, anche per l'assenza di eredi legittimi, venne decretata la devoluzione del ducato allo Stato pontificio.

## Discendenza
Ercole e Renata ebbero cinque figli:
- Anna venne richiesta da Enrico II di Francia per un suo favorito ma sposò Francesco I di Guisa divenendo duchessa d'Aumale poi di Guisa. A Parigi non condivise le scelte religiose della madre, anche quando questa tornò in Francia. Dopo l'uccisione del suo primo marito sposò in seconde nozze Giacomo di Savoia-Nemours divenendo duchessa di Nemours e del Genevese. È stata una delle maggiori figure della corte di Francia tra il regno di Enrico II e quello di Enrico IV.[9]
- Alfonso II (Ferrara, 22 novembre 1533  Ferrara, 27 ottobre 1597), divenne duca di Ferrara, succedendo al padre;
- Lucrezia (16 dicembre 1535-1598);
- Eleonora (1537–1581);
- Luigi (Arezzo, 1538 - Montegiordano, 30 dicembre 1586).

## Ascendenza
|                    |                         |                              | Genitori                |  |  | Nonni |  |  | Bisnonni           |  |  | Trisnonni        |  |
|                    |                         |                              |                         |  |  |       |  |  | Niccolò III d'Este |  |  | Alberto V d'Este |  |
|                    |                         |                              |                         |  |  |       |  |  | Niccolò III d'Este |  |  | Alberto V d'Este |  |
|                    |                         | Isotta Albaresani            |                         |  |  |       |  |  | Niccolò III d'Este |  |  |                  |  |
| Ercole I d'Este    |                         |                              |                         |  |  |       |  |  | Niccolò III d'Este |  |  |                  |  |
|                    |                         | Ricciarda di Saluzzo         | Tommaso III di Saluzzo  |  |  |       |  |  |                    |  |  |                  |  |
|                    |                         | Ricciarda di Saluzzo         | Tommaso III di Saluzzo  |  |  |       |  |  |                    |  |  |                  |  |
|                    |                         | Ricciarda di Saluzzo         | Margherita di Roucy     |  |  |       |  |  |                    |  |  |                  |  |
| Alfonso I d'Este   |                         | Ricciarda di Saluzzo         |                         |  |  |       |  |  |                    |  |  |                  |  |
|                    |                         | Ferdinando I di Napoli       | Alfonso I di Napoli     |  |  |       |  |  |                    |  |  |                  |  |
|                    |                         | Ferdinando I di Napoli       | Alfonso I di Napoli     |  |  |       |  |  |                    |  |  |                  |  |
|                    |                         | Ferdinando I di Napoli       | Gueraldona Carlino      |  |  |       |  |  |                    |  |  |                  |  |
| Eleonora d'Aragona |                         | Ferdinando I di Napoli       |                         |  |  |       |  |  |                    |  |  |                  |  |
|                    |                         | Isabella di Chiaromonte      | Tristano di Chiaromonte |  |  |       |  |  |                    |  |  |                  |  |
|                    |                         | Isabella di Chiaromonte      | Tristano di Chiaromonte |  |  |       |  |  |                    |  |  |                  |  |
|                    |                         | Isabella di Chiaromonte      | Caterina di Taranto     |  |  |       |  |  |                    |  |  |                  |  |
| Ercole II d'Este   |                         | Isabella di Chiaromonte      |                         |  |  |       |  |  |                    |  |  |                  |  |
|                    | Jofré Llançol i Escrivà | Rodrigo Gil de Borja         |                         |  |  |       |  |  |                    |  |  |                  |  |
|                    | Jofré Llançol i Escrivà | Rodrigo Gil de Borja         |                         |  |  |       |  |  |                    |  |  |                  |  |
|                    | Jofré Llançol i Escrivà | Sibila de Oms                |                         |  |  |       |  |  |                    |  |  |                  |  |
| Papa Alessandro VI | Jofré Llançol i Escrivà |                              |                         |  |  |       |  |  |                    |  |  |                  |  |
|                    |                         | Isabel de Borja i Cavanilles | Domingos de Borja       |  |  |       |  |  |                    |  |  |                  |  |
|                    |                         | Isabel de Borja i Cavanilles | Domingos de Borja       |  |  |       |  |  |                    |  |  |                  |  |
|                    |                         | Isabel de Borja i Cavanilles | Francisca Marti         |  |  |       |  |  |                    |  |  |                  |  |
| Lucrezia Borgia    |                         | Isabel de Borja i Cavanilles |                         |  |  |       |  |  |                    |  |  |                  |  |
|                    |                         | Giacomo Cattanei             | …                       |  |  |       |  |  |                    |  |  |                  |  |
|                    |                         | Giacomo Cattanei             | …                       |  |  |       |  |  |                    |  |  |                  |  |
|                    |                         | Giacomo Cattanei             | …                       |  |  |       |  |  |                    |  |  |                  |  |
| Vannozza Cattanei  |                         | Giacomo Cattanei             |                         |  |  |       |  |  |                    |  |  |                  |  |
|                    |                         | Mencia Pinctoris             | …                       |  |  |       |  |  |                    |  |  |                  |  |
|                    |                         | Mencia Pinctoris             | …                       |  |  |       |  |  |                    |  |  |                  |  |
|                    |                         | Mencia Pinctoris             | …                       |  |  |       |  |  |                    |  |  |                  |  |
|                    |                         | Mencia Pinctoris             |                         |  |  |       |  |  |                    |  |  |                  |  |

## Arte

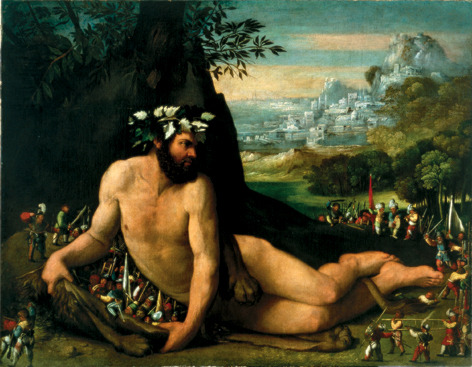
Dosso Dossi, allegoria di Ercole II d'Este nell'opera Ercole e i Pigmei del 1535 circa.

Ercole II venne ritratto in una scultura di Prospero Sogari Spani, detto il Clemente. L'opera, un busto in marmo con base, fu realizzata su commissione del duca su indicazione del fratello Ippolito.
Dosso Dossi lo ritrasse in un dipinto allegorico, Ercole e i pigmei, attorno al 1535.
L'effige del duca compare in molte medaglie e monete, come ad esempio in una medaglia di Pompeo Leoni del 1554 o nella medaglia di Pastorino dei Pastorini del 1534.